# Ja, Don Giovanni
Ja, Don Giovanni (wł. Io, Don Giovanni) – włosko-hiszpańsko-austriacki dramat biograficzny z 2009 roku w reżyserii Carlosa Saury. W rolach głównych wystąpili Lorenzo Balducci i Lino Guanciale. Zdjęcia kręcono w wytwóni Ciudad de la Luz w Alicante.
Jest to film na podstawie życia włoskiego liryka Lorenza Da Pontego żyjącego w XVIII wieku. Był on librecistą m.in. Antonia Salieriego i Wolfganga Amadeusza Mozarta. Z Mozartem współpracował przy operach Wesele Figara, Così fan tutte (KV 588) oraz tytułowym Don Giovannim (KV 527).

## Obsada
- Lorenzo Balducci jako Lorenzo da Ponte
- Lino Guanciale jako Wolfgang A. Mozart
- Emilia Verginelli jako Annetta
- Tobias Moretti jako Giacomo Casanova
- Ennio Fantastichini jako Antonio Salieri
- Ketevan Kemoklidze jako Adriana Ferrarese / Donna Elvira
- Sergio Foresti jako Leporello
- Borja Quiza jako Don Giovanni
- Carlo Lepore jako Commediante
- Francesca Inaudi jako Costanza
- Franco Interlenghi jako Père d'Annetta
- Cristina Giannelli jako Caterina Cavalieri
- Roberto Accornero jako Empereur Giuseppe II
- Francesco Barilli jako Prete
- Elena Cucci jako Francesca Barbarigo
- Sylvia De Fanti jako Tipoletta
- Alessandra Marianelli jako Zerlina

## Nagrody i nominacje
Camerimage 2010
- nominacja: Złota Żaba

23. ceremonia wręczenia Europejskich Nagród Filmowych
- nominacja: najlepszy europejski scenograf – Paola Bizzarri i Luis Ramirez

55. ceremonia wręczenia nagród David di Donatello
- nominacja: najlepsze fryzury – Aldo Signoretti i Susana Sanchez Nunez